# Gramophonedzie
Gramophonedzie est le pseudonyme du disc-jockey et producteur de musique serbe Marko Miličević, né à Belgrade dans les années 1980. Ce pseudonyme dérive du gramophone, un appareil de lecture de musique du début des années 1900, et qui rappelle les influences funk présentes dans la musique du DJ. Avec son titre sorti en 2010, Why Don't You s'appuyant sur un sample de Peggy Lee, il entre directement dans les charts dance britanniques avec la première place à Sydney Samson et son Riverside et la douzième place des ventes des singles au Royaume-Uni tous styles confondus.

## Discographie

### Single
- 2010 : Why Don't You